# 出岐奏
出岐 奏（でき かなで、1986年4月11日 - ）は、長崎県出身の元バスケットボール選手である。ニックネームは「メロ」。ポジションはガード。

## 来歴
西浦上小学校でバスケを始め、純心中学校・純心女子高等学校に進み、高校1年でインターハイ・ウィンターカップ、2年でインターハイに出場。
その後は鹿屋体育大学に進み、1年でインカレ準優勝に貢献。2007年ユニバーシアードにも出場。4年で主将を務める。チャレンジ!おおいた国体には長崎県代表として高校の大先輩永田睦子らと出場し3位。
卒業後、日本航空に入社。
日本航空廃部にともない、チーム譲渡先である新潟アルビレックスBBラビッツに移籍。
2012-13シーズンベスト5に選出。2017年引退。

## 経歴
- 純心高校 - 鹿屋体育大学 - 日本航空（2009年〜2011年）- 新潟アルビレックスBBラビッツ（2011年〜2017年）

## 日本代表歴
- 2007ユニバーシアード

## 参照
1. ↑  “#34 出岐 奏選手 現役引退のお知らせ”.  新潟アルビレックスBBラビッツ (2017年3月30日). 2017年3月30日閲覧。